# Adam Michnik
Adam Michnik (Varsòvia, Polònia, 17 d'octubre de 1946) és un historiador, assagista i periodista polonès, editor en cap del periòdic polonès Gazeta Wyborcza, on de vegades hi escriu sota els pseudònims Andrzej Zagozda o Andrzej Jagodziński. Va ser un dels principals organitzadors de l'oposició democràtica a la Polònia comunista. Ha estat guardonat amb molts premis, per exemple la distinció com Cavaller de la Legió d'Honor.

## Família
Els seus pares van ser Ozjasz (Uzziah) Szechter, un comunista jueu molt conegut (Primer Secretari del Partit Comunista de l'oest d'Ucraïna); i Helene Michnik, escriptora infantil i fervent comunista. Michnik es defineix acom un polonès d'origen jueu.

## Educació
A l'escola primària fou membre actiu de l'Associació Polonesa d'Escoltes (ZHP en polonès, Związek Harcerstwa Polskiego), liderada per Jacek Kuroń. El 1962, amb l'estímul de Jan Józef Lipski i la protecció d'Adam Schaff, va fundar amb els seus amics el Club de Caçadors de Contradicció (Klub Poszukiwaczy Sprzeczności), un club de debat. Desil·lusionada amb la realitat de la República Popular de Polònia, la gent jove discutia sobre les maneres com canviar-la. Hi llegien i analitzaven texts d'autors d'esquerres.
El 1964 va començar els seus estudis d'història a la Universitat de Varsòvia. Un any després va ser suspès dels seus drets d'alumne, per la difusió entre els seus companys, d'una carta oberta del Grup de Treballadors Polonesos Units (en polonès Polska Zjednoczona Partia Robotnicza - PZPR). Els seus autors, Jacek Kuroń i Karol Modzelewski, proposaven la reparació del sistema polític Polonès. El 1966 va ser suspès per segona vegada per organitzar reunions de debat amb Leszek Kołakowski, qui havia estat expulsat del PZPR setmanes abans, per criticar als seus líders. El 1965, el PZRS va prohibir la impressió dels seus llibres.
Des d'aquest moment, va començar a escriure per a diversos periòdics, usant pseudònims com "Życie Gospodarcze", Więzi" i "Literatura". Al març de 1968 fou expulsat definitivament de la Universitat, a causa de la seva activa participació en els Esdeveniments de Març (Wydarzenia Marcowe), on estudiants i acadèmics es van veure embolicats en una vaga, que va començar amb la prohibició d'una representació realitzada pel Teatre Narodowy, d'una adaptació de l'obra "Dziady" d'Adam Mickiewicz. Michnik va ser arrestat, i condemnat a 3 anys, pels seus "actes vandàlics", principalment la seva participació en els Esdeveniments de Març. El 1969, va ser alliberat de presó sota una amnistia, però se li va prohibir la continuació de qualsevol estudi. No obstant això a mitjan dècada de 1970, se li va permetre continuar els seus estudis d'història, els quals va acabar en la Universitat Adam Mickiewicz en Poznań.

## Oposició
Després de la seva posada en llibertat, va començar a treballar com a soldador en la Planta Industrial de Róża Luxemburg (Rosa Luxemburg). Després de 2 anys, i sota les recomanacions de Jacek Kuroń, va esdevenir el secretari privat del poeta i escriptor Antoni Słonimski. Entre els anys 1976 i 1977 va residir en París. Al seu retorn a Polònia, es va incorporar en les activitats del Comitè de Defensa dels Treballadors (Komitet Obrony Robotników, KOR), creada uns mesos abans. Aquesta va ser una de les Organitzacions d'Oposició més i més conegudes dels 70. Ell va esdevenir un dels més actius activistes d'oposició i en un dels partidaris de la Societat per als Cursos Educacionals (Towarzystwo Kursów Naukowych).
Entre els anys 1977 i 1989, va ser editor i col·laborador de periòdics clandestins (samizdat) com "Biuletyn Informacyjny", "„Zapis" i „Krytyka". també va ser un dels gestors d'una de les més grans publicacions clandestines: NOWa. En la dècada dels 80, va ser assessor del sindicat independent autònom Solidarność a la regió de Masòvia; i va ser assessor del Comitè de treballadors de la foneria de Solidarność. Durant la llei marcial de desembre de 1981, fou empresonat per no voler signar el Jurament de lleialtat i per no voler abandonar voluntàriament el seu país, acusat d'"intent d'enderrocar el socialisme". Va romandre a la presó sense un veredicte fins a 1984, ja que el fiscal va perllongar expressament el judici.
Michnik va exigir la fi del seu cas i que se'l tractés com a presoner polític i es va declarar en vaga de fam. El 1984 va ser deixat en llibertat després una amnistia. Va prendre part de l'intent d'organitzar una vaga a les Drassanes de Gdańsk, i fou novament arrestat el 1985 i sentenciat a 3 anys d'empresonament. Va ser alliberat l'any següent mercè una altra amnistia.

## Activitats des de 1989
El 1988 va esdevenir conseller del Comitè de Coordinació informal de Lech Wałęsa, i després en un membre de Comitè de Ciutadans Solidaritat (Komitet Obywatelski "Solidarność"). Va prendre part activa en la planificació i en les negociacions preliminars de les converses de la taula rodona el 1989, en la qual també hi va participar. Després de les Converses de la taula rodona, Wałęsa li va parlar sobre la idea d'organitzar un gran diari polonès, que suposadament seria un "òrgan" del Comitè de Ciutadans Solidaritat, abans de les pròximes eleccions. Aquest periòdic, sota els acords de la taula rodona, fou anomenat "Gazeta Wyborcza" (Diari Elecció), perquè suposadament duraria fins a les eleccions de 1989. Després de crear aquest periòdic, format per periodistes que treballaven en el "Biuletyn Informacyjny", Michnik n'esdevingué el seu editor en cap.
A les eleccions del 4 de juliol de 1989, fou escollit membre del Parlament de Lech Wałęsa, com a candidat per la ciutat de Bytom. Entre el 12 d'abril i el 27 de juny de 1990, juntament amb Bodgan Kroll, director de l'arxiu central Archivum Akt Nowych, i als historiadors Andrzej Ajnenkiel i Jerzy Holzer, van tenir accés als arxius del ministeri de l'interior de Polònia (MSW). Aquest grup fou anomenat "Comitè de Michnik". El resultat d'aquests 3 mesos de treball fou un petit i curt informe oficial, on es deia que els arxius del MSW estava incomplets.
Com a membre del parlament i com a redactor de Gazeta Wyborcza, va donar suport actiu al Primer Ministre Tadeusz Mazowiecki, tant en el seu govern com a la seva candidatura en la campanya electoral presidencial contra Lech Wałęsa de 1990. Després d'abandonar el Comitè de Ciutadans i de la derrota de Mazowiecki, va deixar la participació directa en la política, i no es va presentar per a les eleccions parlamentàries de 1991, i va centrar-se en les seves activitats editorials i periodístiques. Sota el seu lideratge, el "Gazeta Wyborcza" va esdevenir un dels periòdics més llegits i influents de Polònia. Basant-se en els actius de Gazeta Wyborcza, va sorgir Agora S.A. El maig de 2004, "Gazeta Wyborcza" era un dels més grans mitjans de comunicació polonesos, amb 11 edicions mensuals, publicitat als carrers, avisos per ràdio i amb el seu portal Gazeta.pl. Adam Michnik no hi té cap participació.
El primer ministre Tadeusz Mazowiecki en el seu discurs de Setembre de 1989 va emprar el terme Línia Gruixuda per a definir la nova línia política, que té les simpaties de Michnik. A Gazeta Wyborcza, ha usat la seva influència per a protegir els generals Wojciech Jaruzelski i Czesław Kiszczak en contra de la campanya d'esclariment social, judicial i política, que es refereix a la seva participació en un període de la República Popular de Polònia (PRL).
A causa de problemes de salut (tuberculosi) el 2004, va haver de deixar de participar activament a "Gazeta Wyborcza" com a editor, designant les seves tasques a la seva col·lega editora Helena Łuczywo.
En l'aniversari de la declaració de guerra, el 13 de desembre de 2005, va pronunciar un plantejament a la Universitat de Varsòvia (que va ser publicat a "Gazeta Wyborcza"), on va apel·lar al president Lech Kaczyński, per haver establert una llei d'abolició, per a aquells responsables de la declaració de guerra. L'article era una resposta a les investigacions realitzades per l'Institut Nacional del Record, en contra del General Jaruzelski. Michnick ja havia apel·lat el 1991 i el 2001.
L'octubre de 2006 es van fer públiques una sèrie de converses entre Michnick i el conegut empresari Aleksander Gudzowaty, que van ser gravades d'amagat pel grup de Seguretat de Gudzowaty. L'empresari acusava a periodistes del "Gazeta Wyborcza" de ser "economistes" amb els seus articles relacionats amb les seves empreses i amb la seva industría energètica "Bartimpex". Aquestes converses van provocar una controvèrsia entre alguns periodistes, sobretot per l'ús d'un llenguatge vulgar entre ambdós interlocutors, els avisos fets per Michnik sobre castigar dos reporters acomiadats per Gudzowaty, i la declaració que la informació recopilada pel "Gazeta Wyborcza" passava a les mans del servei secret. Part de l'equip de periodistes (incloent els columnistes del "Gazeta Wyborcza") va defensar Michnik, declarant que no trobaven escandaloses les converses. Adam Michnik va criticar en els seus comentaris al "Gazeta Wyborcza", el mètode usat per a revelar els enregistraments i el va comparar amb els utilitzats per la KGB. També va negar els presumptes treballs del "Gazeta Wyborcza" per al servei secret i la seva participació en la conspiració dirigida contra Aleksander Gudzowaty.
Michnik actualment és membre de l'Associació Polonesa d'Escriptors.
El 2011 és guardonat amb la Medalla Goethe.

## Premis i distincions
- Premi Robert F. Kennedy de Drets Humans (1986).
- Prix de la Llibertat dels Francesos PEN-Club (1988).
- Home europeu de l'any (1889) entregat per la revista La Vie.
- Premi Shofar (1991).
- Premi de l'Associació de Periodistes Europeus (1995).
- Medalla d'Imre Nagy.
- Orde Bernardo O'Higgins (1998)
- Premi de Periodisme Francisco Cerecedo (1999)
- Una de les 50 persones de la llista de "Herois de la llibertat de premsa" (2000)
- Premi Erasmus per la seva contribució a la construcció d'Europa.
- Medalla Goethe (2011)

## Obres
- Kościół, lewica, dialog (Església, esquerra, diàleg, 1977)
- Szanse Polskiej demokracji (Oportunitats per a la democràcia a Polònia, 1984)
- Z dziejów honoru w Polsce (Sobre la història de l'honor a Polònia, 1985)
- Takie czasy... Rzecz o kompromisie (Com en altres temps... cercant el compromís, 1985)
- Polskie pytania (Qüestions poloneses, 1987)
- Między Panem a Plebanem (1995)
- Diabeł naszego czasu (1995)
- Wyznania nawróconego dysydenta (2003)
- Wściekłość i wstyd (2005)